# Rhinopias aphanes
Rhinopias aphanes là một loài cá biển thuộc chi Rhinopias trong họ Cá mù làn. Loài này được mô tả lần đầu tiên vào năm 1973.

## Từ nguyên
Tính từ định danh aphanes bắt nguồn từ aphanḗs (ἀφανής) trong tiếng Hy Lạp cổ đại có nghĩa là "vô hình", hàm ý đề cập đến khả năng ngụy trang của loài cá này nhờ kiểu hình đặc biệt với các vạt da.

## Phân bố
R. aphanes có phân bố giới hạn ở Tây Nam Thái Bình Dương, chủ yếu giới hạn trong biển San Hô và vùng biể lân cận, bao gồm phía nam Papua New Guinea, bờ biển Queensland (Úc), Nouvelle-Calédonie và Vanuatu.
R. aphanes sống trên các rạn san hô ở độ sâu khoảng từ 5 đến 30 mét.

## Mô tả
Chiều dài tổng cơ thể (total length: TL) lớn nhất được ghi nhận ở R. aphanes là 25 cm.
R. aphanes có hai đốm đen ở giữa màng giữa tia vây lưng thứ 6 và thứ 8, trong khi R. argoliba, R. cea và R. xenops đều không có; ngoài ra, R. aphanes thiếu vảy trên nắp mang (giữa ngạnh nắp mang và rìa nắp mang) và chỉ có 16–17 tia vây ngực (ba loài kia đều có vảy này và có 18 tia vây ngực).
R. aphanes có thể phân biệt với R. eschmeyeri và R. frondosa bằng việc các màng không có thịt trên phần gai vây lưng (có thịt đối với hai loài kia) và rìa các vây có khía rõ ràng (không có hoặc có nhưng không đáng kể ở hai loài kia); ngoài ra:
- Chóp mỗi tia vây đuôi xẻ hai nhánh ở R. aphanes trưởng thành (không xẻ nhánh ở cá con), trong khi ở hai loài còn lại có tới 4 nhánh.
- Gai vây lưng R. aphanes cứng với chóp nhọn, trong khi vây lưng khá mềm với chóp dễ uốn cong ở hai loài còn lại.
- Ngạnh bên tuyến lệ của R. aphanes nhọn, nhưng gần như tiêu biến ở hai loài còn lại.

## Sinh thái
Thức ăn của R. aphanes chủ yếu là những loài cá nhỏ hơn. R. aphanes "thay da", chính xác hơn là thay lớp biểu bì, định kỳ thường cách nhau khoảng một tuần hoặc ít hơn, đôi khi chỉ ba ngày. Quá trình bong lớp biểu bì gần như trong suốt, chỉ kéo dài một vài phút. Các loài Rhinopias nói chung thở mạnh ra và nhanh chóng, dần dần làm phồng lớp phủ biểu bì lên. Ngay sau đó, toàn bộ lớp phủ bị nổ tung và tách ra khỏi cơ thể cá, ngoại trừ ở các vây. Sau đó, chúng lắc mạnh cơ thể rất mạnh mẽ, lớp biểu bì tróc ra và văng thành nhiều mảnh.

## Thương mại
R. aphanes là loài cá cảnh được săn đón vì vẻ ngoài khác lạ của chúng. Loài cá này có thể thay đổi màu sắc nhanh chóng tùy theo môi trường xung quanh. Khi được đặt trong bể cá trống, chúng nhạt màu đi, nhưng sẫm hơn ngay lập tức khi chuyển sang bể chứa cát và san hô.